# Important Bird Area
Et Important Bird Area er et vigtigt fugle- og biodiversitetsområde (Important Bird and Biodiversity Area IBA), er et område, der identificeres ved hjælp af et internationalt vedtaget sæt kriterier som globalt vigtigt for bevarelsen af bestande af fugle.
IBA blev udviklet, og stederne identificeres af organisationen BirdLife International som er et verdensomspændende netværk af partnerorganisationer, som Dansk Ornitologisk Forening også er en del af. I øjeblikket er der over 12.000 IBA'er over hele verden, heraf 130 i Danmark. Disse lokaliteter er små nok til at blive fuldstændigt bevaret og adskiller sig i deres karakter, habitat eller ornitologiske betydning fra det omgivende habitat. I USA administreres programmet af National Audubon Society. 422 fugleområder verden over, var i 2016 truet af nedgang i deres fuglebestande.
Ofte udgør IBA'er en del af et lands eksisterende beskyttede netværk og er således beskyttet i henhold til national lovgivning. Juridisk anerkendelse og beskyttelse af IBA'er, der ikke er inden for eksisterende beskyttede områder, varierer i forskellige lande. Nogle lande har en national IBA-bevaringsstrategi, mens beskyttelsen i andre mangler fuldstændigt i andre.

## Kriterier
IBA'er bestemmes af et internationalt aftalt sæt kriterier. Specifikke IBA-grænser fastsættes af regionale og nationale regeringsorganisationer. For at blive opført som en IBA skal en lokalitet opfylde mindst et af følgende bedømmelseskriterier:
- A1 . Globalt truede arter

Lokaliteten kvalificerer sig, hvis den vides, estimeres eller menes at indeholde en bestand af en art kategoriseret af IUCNs rødliste som kritisk truet, truet eller sårbar . Generelt kan den regelmæssige tilstedeværelse af en kritisk eller truet art, uanset populationsstørrelse på et sted, være tilstrækkelig til, at et sted kan kvalificeres som en IBA. For sårbare arter er tilstedeværelsen af flere kriterier på et sted nødvendigt for at kvalificere sig.
- A2 . Arter med begrænset udbredningsområde

Lokaliteten er en af flere, der er valgt for at sikre, at alle arter med begrænset udbredningsområde i et endemisk fugleområde (EBA) eller et sekundært område (SA) er til stede i betydeligt antal på mindst et sted, men helst flere.
- A3 . Arter begrænset til en bestemt biotop.

Lokaliteten er en af flere udvalgte der er valgt for at sikre passende repræsentation af alle arter, der er begrænset til en given biom både på tværs af biomen som helhed og for alle dens arter i hver biotop.
- A4 . Grupperinger
  - i . Dette gælder for "vandfugle" -arter som defineret af Delaney og Scott [6] og er udformet efter kriterium 6 i Ramsar-konventionen til identifikation af vådområder af international betydning.
  - ii . Inkluderer de fuglearter, der ikke er dækket af Delaney og Scott (2002). Kvantitative data er hentet fra en række offentliggjorte og upublicerede kilder.
  - iii . Baseret på kriterium 5 i Ramsar-konventionen til identificering af vådområder af international betydning. Brugen af dette kriterium frarådes, hvor kvantitative data er gode nok til at muliggøre anvendelse af A4i og A4ii.
  - iv . Lokaliteten vides eller menes at overskride grænserne for trækfugle på flaskehalssteder. [7]